# بليطس
البليطس (الاسم العلمي: Blitum)، جنس نباتات مُزهرة من فصيلة القطيفية. توجد أنواعه في آسيا وأوروبا وشمال أفريقيا والأمريكتين وأستراليا.